# Плетнёв, Андрей Владимирович
Андрей Владимирович Плетнёв (14 марта 1971, Ленинград, СССР) — советский и российский футболист, полузащитник, тренер.

## Карьера

### Клубная
Футболом начал заниматься в родном городе в «Звезде», выступал за «Динамо» (1989), «Кировец» (1990—1991), «Локомотив» (1992). В 1993—1994 годах играл в тольяттинской «Ладе», провёл 9 игр в высшей лиге, осенью уехал на Украину, где в составе луганской «Зари»-МАЛС провёл 7 матчей, забил 4 гола.
В 1995 году вернулся в Санкт-Петербург и сыграл в первой лиге за «Зенит» 28 матчей. В конце года был отдан в аренду в ижевский «Газовик-Газпром», за который отыграл и сезон-1997. Следующие два года провёл в екатеринбургском «Уралмаше» (1998) и «Ладе-Симбирск» Димитровград, после чего вновь вернулся в Санкт-Петербург, за команды которого выступал во втором дивизионе и соревнованиях ЛФЛ до 2005 года, отыграв в 2002 году в высшей лиге Белоруссии за минское «Торпедо»-МАЗ.

### Тренерская
Имеет тренерскую лицензию В-UEFA. С 2010 по 2015 год работал в академии «Зенита».
С 2016 года являлся тренером ДЮФК «Звезда». В ноябре 2021 покинул школу.
В 2021 году основал собственную школу футбольного мастерства «Перспектива».
С 2022 года работает тренером в СШОР-1 Центрального района «Динамо-Центр» и в клубе «Динамо-Центр» (до 2023), являющемся фарм-клубом петербургского «Динамо».

## Личная жизнь
Женат. Отец четверых детей. Сын Дмитрий — также футболист.
Имеет высшее образование: окончил ВГИФК по специальности «Тренер по футболу».